# Florian Angert
Florian Angert né le 3 avril 1992 à Weinheim en Allemagne est un triathlète professionnel, vainqueur sur distance Ironman et Ironman 70.3.

## Biographie
Florian Angert remporte le championnat du monde Challenge en 2021 à 
Šamorín en Slovaquie.

## Palmarès
Le tableau présente les résultats les plus significatifs (podium) obtenus sur le circuit international de triathlon depuis 2018,,.
| Année | Compétition                                        | Pays      | Position          | Temps           |
| ----- | -------------------------------------------------- | --------- | ----------------- | --------------- |
| 2022  | Championnats du monde de triathlon longue distance | Slovaquie | Médaille d'argent | 3 h 13 min 29 s |
| 2021  | Championnat du monde Challenge                     | Slovaquie | Médaille d'or     | 3 h 36 min 3 s  |
| 2021  | Ironman Majorque                                   | Espagne   | Médaille d'argent | 7 h 57 min 58 s |
| 2019  | Ironman Barcelone                                  | Espagne   | Médaille d'or     | 7 h 45 min 5 s  |
| 2019  | Challenge Prague                                   | Tchéquie  | Médaille d'or     | 3 h 54 min 50 s |
| 2019  | Challenge Heilbronn                                | Allemagne | Médaille d'argent | 3 h 48 min 22 s |
| 2018  | Ironman 70.3 Rügen                                 | Allemagne | Médaille d'or     | 3 h 47 min 35 s |
| 2018  | Ironman 70.3 Suède                                 | Suède     | Médaille d'or     | 3 h 50 min 51 s |